# Franco yibutiano
El franco (en árabe: فرنك, en francés franc) es la moneda oficial de Yibuti. Su código ISO 4217 es DJF. Está dividido en 100 céntimos (centimes), aunque nunca se han emitido monedas con esta denominación.

## Historia
Desde 1884, cuando Yibuti se convirtió en un protectorado francés, el franco francés circulaba junto a la rupia india y el Tálero de María Teresa. La tasa de cambio entre unos y otros era de 2 francos = 1 rupia y 4,2 francos = 1 tálero. 
Desde 1908 se emitieron francos para el protectorado fijados por ley al valor del franco francés. A comienzos de 1910 el Banco de Indochina emitió billetes para el periodo colonial. Entre 1919 y 1922 la Cámara de Comercio emitió también billetes y monedas.
Durante la II Guerra Mundial, para el uso en el África francesa que incluye a Yibuti, se acuñaron monedas de 1 franco de zinc en 1943 con ceca en París y de 2 francos de latón en 1944 por los aliados con ceca en Filadelfia. Desde 1945 hasta 1947 continuaron produciéndose para las colonias africanas con ceca en París monedas de 5 francos de aluminio-bronce y en 1947 monedas de 50 centavos de la misma aleación.
En 1948 se acuñaron monedas específicas para su uso en Yibuti. Como nombre del territorio tenían "Côte française des somalis". En 1949 se introdujo un franco yibutiano independiente mientras que la moneda local se fijaba al dólar con una tasa de cambio de 214,392 francos = 1 USD. Este fue el valor que adquirió el franco francés meses antes de la firma de los Acuerdos de Bretton Woods. Como consecuencia de estos tratados, la economía de Yibuti no se vio afectada por las devaluaciones del franco francés.
En 1952 el tesoro público se hizo con el control de la producción de monedas y billetes. En 1967 se cambió el nombre del territorio a "Territoire français des Afars et des Issas", lo que se reflejó en las monedas y billetes. En 1971 y 1973, el franco se revaluó frente al dólar, primero con una tasa de cambio de 197,466 FRF = 1 USD, y después a 177,721 FRF = 1 USD. En 1977, con la independencia del país, se cambiaron los diseños de las monedas y los billetes.

## Monedas
Entre 1920 y 1922, la Cámara de Comercio acuñó monedas de zinc, aluminio, bronce y latón en denominaciones de 5, 10, 25, 50 céntimos y 1 franco. Las formas de las monedas eran circulares, hexagonales y octogonales.
En 1948 se introdujeron monedas de aluminio de 1, 2 y 5 francos. En 1952 se añadieron los 20 francos de latón, seguidos de los 10 francos en 1965. En 1970 se introdujeron monedas de 50 y 100 francos de cuproníquel, y en 1989 una moneda de 500 francos de bronce-aluminio. A mediados del año 2013 se incluye en el cono monetario una nueva denominación de 250 francos , para cubrir el vacío entre las monedas de 100 y 500. A continuación se detallan las características de las monedas actualmente en circulación.
| Denominación | Emisión | Metal    | Metal    | Canto    | Diámetro (mm) | Peso (g) | Anverso                                                 | Reverso                                          |
| Denominación | Emisión | Anillo   | Centro   | Canto    | Diámetro (mm) | Peso (g) | Anverso                                                 | Reverso                                          |
| ------------ | ------- | -------- | -------- | -------- | ------------- | -------- | ------------------------------------------------------- | ------------------------------------------------ |
| 1 Franco     | 1977-   | Al       | Al       | Liso     | 23,00         | 1,40     | Escudo de armas REPUBLIQUE DE DJIBOUTI año de acuñación | Valor facial Áddax UNITE·EGALITE·PAIX            |
| 2 Francos    | 1977-   | Al       | Al       | Liso     | 27,00         | 2,20     | Escudo de armas REPUBLIQUE DE DJIBOUTI año de acuñación | Valor facial Áddax UNITE·EGALITE·PAIX            |
| 5 Francos    | 1977-   | Al       | Al       | Liso     | 31,50         | 3,81     | Escudo de armas REPUBLIQUE DE DJIBOUTI año de acuñación | Valor facial Áddax UNITE·EGALITE·PAIX            |
| 10 Francos   | 1977-   | Cu+Ni+Zn | Cu+Ni+Zn | Liso     | 20,00         | 2,96     | Escudo de armas REPUBLIQUE DE DJIBOUTI año de acuñación | Valor facial Puerto de Yibuti UNITE·EGALITE·PAIX |
| 20 Francos   | 1977-   | Cu+Ni+Zn | Cu+Ni+Zn | Liso     | 23,50         | 4,03     | Escudo de armas REPUBLIQUE DE DJIBOUTI año de acuñación | Valor facial Puerto de Yibuti UNITE·EGALITE·PAIX |
| 50 Francos   | 1977-   | Cu+Ni    | Cu+Ni    | Estriado | 25,00         | 6,95     | Escudo de armas REPUBLIQUE DE DJIBOUTI año de acuñación | Valor facial Dromedarios UNITE·EGALITE·PAIX      |
| 100 Francos  | 1977-   | Cu+Ni    | Cu+Ni    | Estriado | 30,00         | 12,00    | Escudo de armas REPUBLIQUE DE DJIBOUTI año de acuñación | Valor facial Dromedarios UNITE·EGALITE·PAIX      |
| 250 Francos  | 2012-   | Cu+Ni+Zn | Cu+Ni    | Estriado | 29,00         | 10,00    | Escudo de armas REPUBLIQUE DE DJIBOUTI año de acuñación | Valor facial Francolin UNITE·EGALITE·PAIX        |
| 500 Francos  | 1989-   | Cu+Ni+Zn | Cu+Ni+Zn | Liso     | 28,00         | 12,90    | Escudo de armas REPUBLIQUE DE DJIBOUTI año de acuñación | Valor facial Ramas de olivo UNITÉ·ÉGALITÉ·PAIX   |

## Billetes
Entre 1910 y 1915 se introdujeron billetes de 5, 20 y 100 francos. Los billetes emitidos por la Cámara de Comercio están fechados en 1919 y tenían denominaciones de 5, 10, 50 céntimos y 1 franco. La devaluación del franco francés tras la I Guerra Mundial provocó que se emitieran billetes de 500 y 1.000 francos en 1927 y 1938 respectivamente. En 1946 se emitieron billetes de 10 francos.
Cuando el tesoro público se hizo cargo de la emisión de la moneda nacional en 1952, la producción de billetes de 5, 10 y 20 francos cesó y se introdujeron billetes de 5.000 francos. En 1970 los billetes de 50 y 100 francos se sustituyeron por monedas. En 1977, el Banco Nacional asumió las competencias de la impresión de billetes. Desde entonces los billetes no han sufrido muchos cambios; el único, la emisión de un nuevo billete de 10.000 francos en 1984 y la sustitución del billete de 500 francos por una moneda. Ya en la década de los 90 se emiten nuevas series con nuevos diseños y medidas de seguridad.

### Primera serie
| Denominación   | Color predominante | Imagen del anverso | Imagen del reverso |
| -------------- | ------------------ | ------------------ | ------------------ |
| 500 Francos    | Multicolor         |                    |                    |
| 1.000 Francos  | Multicolor         |                    |                    |
| 5.000 Francos  | Multicolor         |                    |                    |
| 10.000 Francos | Multicolor         |                    |                    |

### Segunda serie
| Denominación   | Efigie                             | Color predominante | Imagen del anverso | Imagen del reverso |
| -------------- | ---------------------------------- | ------------------ | ------------------ | ------------------ |
| 1.000 Francos  | Ali Ahmed Oudoum                   | Rojo               |                    |                    |
| 2.000 Francos  | Chica joven y Caravana de camellos | Azul               |                    |                    |
| 5.000 Francos  | Mahmoud Harbi                      | Violeta            |                    |                    |
| 10.000 Francos | Hassan Gouled Aptidon              | Verde              |                    |                    |